# Passo Nigra
Il passo Nigra (Nigerpass in tedesco) (1.688 m), è un valico alpino delle Dolomiti, nella provincia autonoma di Bolzano, che mette in comunicazione la val di Tires con il passo di Costalunga, e quindi con il lago di Carezza.
Dal passo e anche lungo la strada che passa in mezzo a fitti boschi, si possono osservare la parete nord del Latemar e la parete ovest del Catinaccio.
Presso il passo si trova un punto di ristoro che però è chiuso nelle stagioni non turistiche.